# 금능항 (보성군)
금능항은 대한민국 전라남도 보성군 득량면 해평리에 있는 어항이다. 2000년 12월 26일 지방어항으로 지정하여 관리하고 있다. 시설관리자는 보성군수이다.

## 어항 시설
- 방파제225m, 호안182m, 물양장 160m

## 주요 어종
- 새꼬막, 키조개, 주꾸미, 낙지